# Elaine N. Aron
Elaine N. Aron (1 de noviembre de 1944) es una doctora e investigadora en psicología estadounidense. Ha escrito varias obras sobre la sensibilidad en el procesamiento sensorial, y ha publicado diversos artículos sobre el temperamento heredado y las relaciones interpersonales.

## Biografía
Elaine Nancy Spaulding se licenció en psicología en la Universidad de California en Berkeley, posteriormente realizó un máster en psicología clínica en la Universidad York de Toronto y se doctoró en Pacifica Graduate Institute. Entró a formar parte del Instituto C. G. Jung en San Francisco.
En 1991 definió la sensibilidad en el procesamiento sensorial y acuñó el término Highly Sensitive Person, traducido al español como Persona Altamente Sensible.

## Obras
- El Don de la Sensibilidad.Persona Altamente Sensible (Ediciones Obelisco, 2006)[2] (Versión original: The highly Sensitive Person (1996).[3]
- Manual de trabajo para la persona altamente sensible (Ed.Obelisco, 2019)[4] (Versión original: The highly sensitive person's workbook es el título completo, y también está traducido al castellano.
- El don de la sensibilidad en el amor (Ed.Obelisco, 2017) (Versión original: The highly Sensitive Person in love (1996)
- El don de la alta sensibilidad en la infancia (Ed Obelisco, 2017) (Versión original: The Highly Sensitive Child (2002)
- The undervalued Self (LITTLE BROWN & CO, 2010).[5]
- Psychotherapy and the highly sensitive person (Routledge, 2010).[6]
- The highly sensitive parent (CITADEL PR, 2020).[7]